# Carter, Wyoming
Carter är en liten ort (census-designated place) i Uinta County i Wyoming, USA, belägen omkring 12 miles (19 km) nordväst om Lyman, Wyoming. Orten hade 10 invånare vid 2010 års folkräkning.
Orten grundades vid den transamerikanska järnvägen på sträckan mellan Green River och Evanston på 1860-talet och uppkallades efter affärsmannen och fredsdomaren William A. Carter (1818–1881), en av de tidiga nybyggarna i Bridger Valley, som förutom att driva flera olika rancher, sågverk och affärsrörelser även drev handelsposten och postkontoret i Fort Bridger, samt var republikansk politiker och guvernörskandidat för Wyomingterritoriet.
Carter var under sin tidiga historia den viktigaste lastplatsen i countyt för boskapstransporter österut med järnvägen. Lincoln Highway och den genomfartsväg som så småningom skulle bli Interstate 80 anlades dock längre söderut på 1900-talet och orten har under 2000-talet endast ett fåtal kvarvarande byggnader och bofasta invånare. Union Pacific Railroad trafikerar fortfarande järnvägen genom orten.